# 65e régiment d’infanterie
Das 65e régiment d’infanterie war ein französisches Infanterieregiment, das bis 1940 bestand. Aufgestellt wurde es 1672 als „Régiment de Salis“, ein sogenanntes „Schweizer Fremdenregiment“ (Régiment etrangère) der königlichen Armee des Ancien Régime. Es führte die Ranglistennummer 75.
Bei der Aufstellung war es das dritte von vier Regimentern im Dienst der französischen Krone und bestand aus 12 Kompanien zu je 200 Mann. Es war aus mehreren Kantonen zusammengestellt, so aus dem Kanton Bern, dem Kanton Neuenburg, dem Kanton Schwyz und dem Kanton Luzern.

## Aufstellung und signifikante Änderungen
- 17. Februar 1672: Aufstellung des Régiment de Salis
- 1690: Umbenennung in Régiment de Porlier
- 30. September 1692: Umbenennung in Régiment de Reynold
- 25. Juni 1702: Umbenennung in Régiment de Castellas
- 4. August 1722: Umbenennung in Régiment de Bettens
- 15. August 1739: Umbenennung in Régiment de Monnin
- 20. März 1756: Umbenennung in Régiment de Reding
- 1. Juli 1763: Umbenennung in Régiment de Pfyffer
- 26. Dezember 1768: Umbenennung in Régiment de Sonnenberg
- 1. Januar 1791: Umbenennung in 65e régiment d’infanterie de ligne
- 20. August 1792: Nachdem der König in diesem Jahr abgesetzt worden war, erklärten die Schweizer ihren Treueid als erloschen und verlangten gemäß den Kapitulationsbedingungen ihre Entlassung. Dem wurde Folge geleistet und das Regiment aufgelöst.

[…]
- 25 nivôse an VII (14. Januar 1799): Aufstellung der „65e demi-brigade de deuxième formation“ in Rouen aus der:

4e demi-brigade de deuxième formation
16e demi-brigade de deuxième formation
einem Kontingent Wehrpflichtiger des an VII aus dem Département du Calvados
einem Kontingent Wehrpflichtiger des an VII aus dem Département de la Lys
- 1er vendémiaire an XII (24. September 1803): Reorganisation der Infanterie, aus der

“65e demi-brigade de deuxième formation” wurde das neue “65e régiment d’infanterie de ligne”.
- 1914: Bei der Mobilmachung wurde das Reserveregiment, das „265e régiment d’infanterie“ aufgestellt. Beide Regimenter setzten sich aus Bewohner der Bretagne und der Vendée zusammen. Garnison war Nantes.
- 20. März 1915: Aufstellung des „411e régiment d’infanterie“, das dann auf das 65e RI und 265e RI aufgeteilt wurde.

## Ausstattung

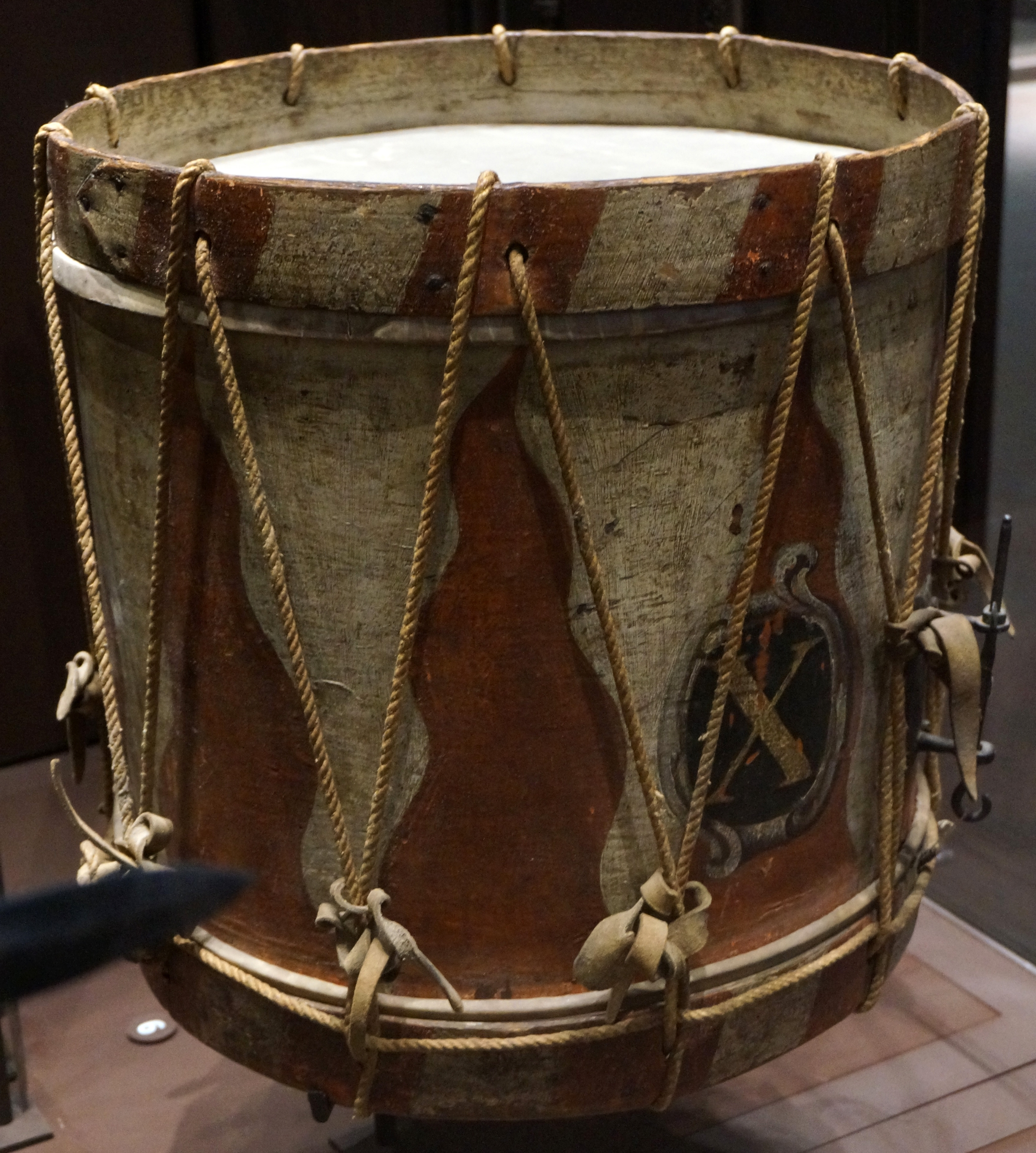
Tambourtrommel des Régiment de Castellas.

### Fahnen
Das Regiment führte acht Fahnen, (eine pro Kompanie) davon eine weiße Leibfahne des Regimentsinhabers.

Ordonnanzfahnen
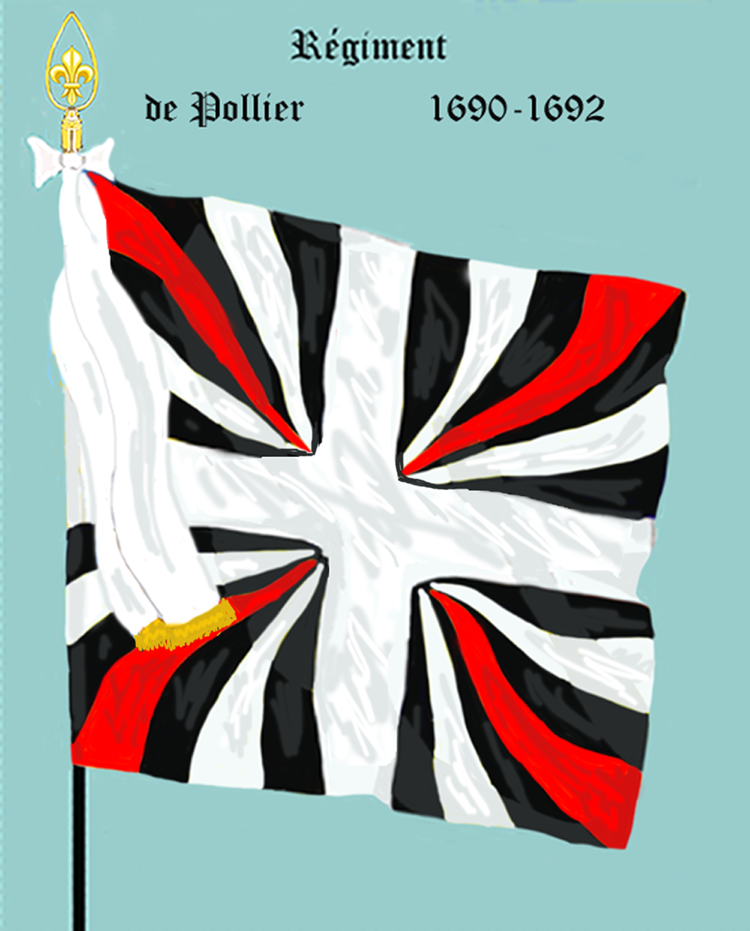
Régiment de Porlier 1690 bis 1692
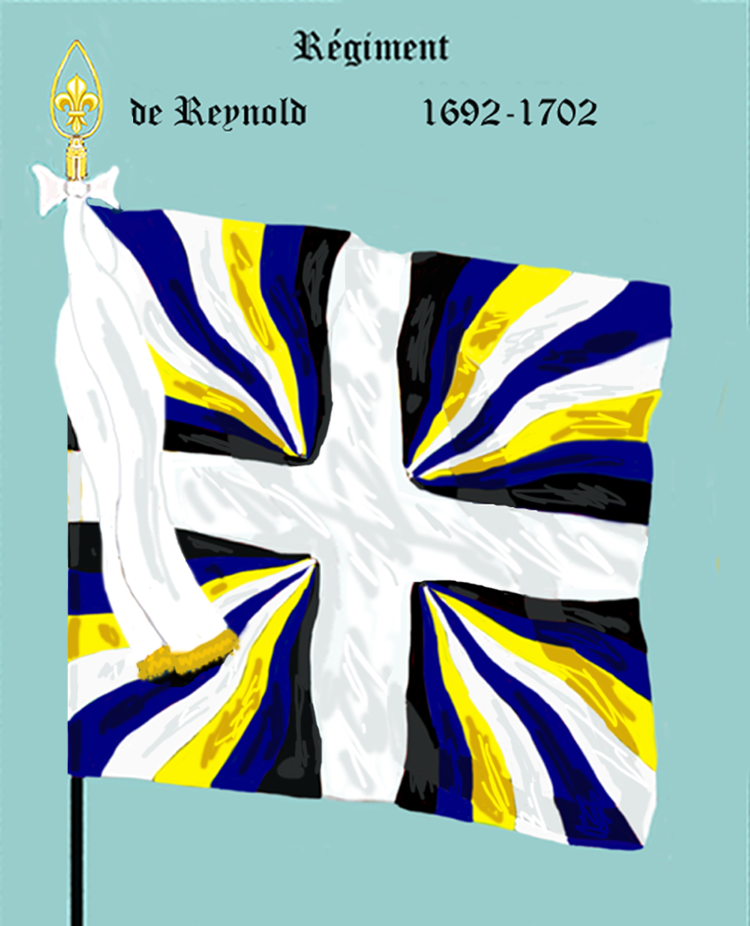
Régiment de Reynold 1692 bis 1702
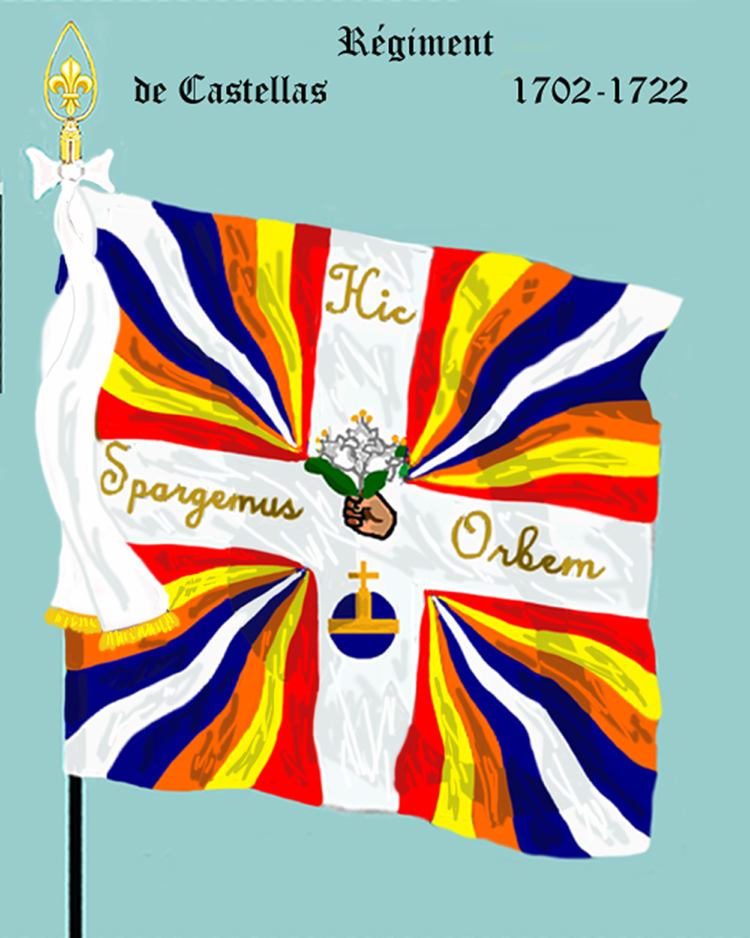
Régiment de Castellas 1702 bis 1722
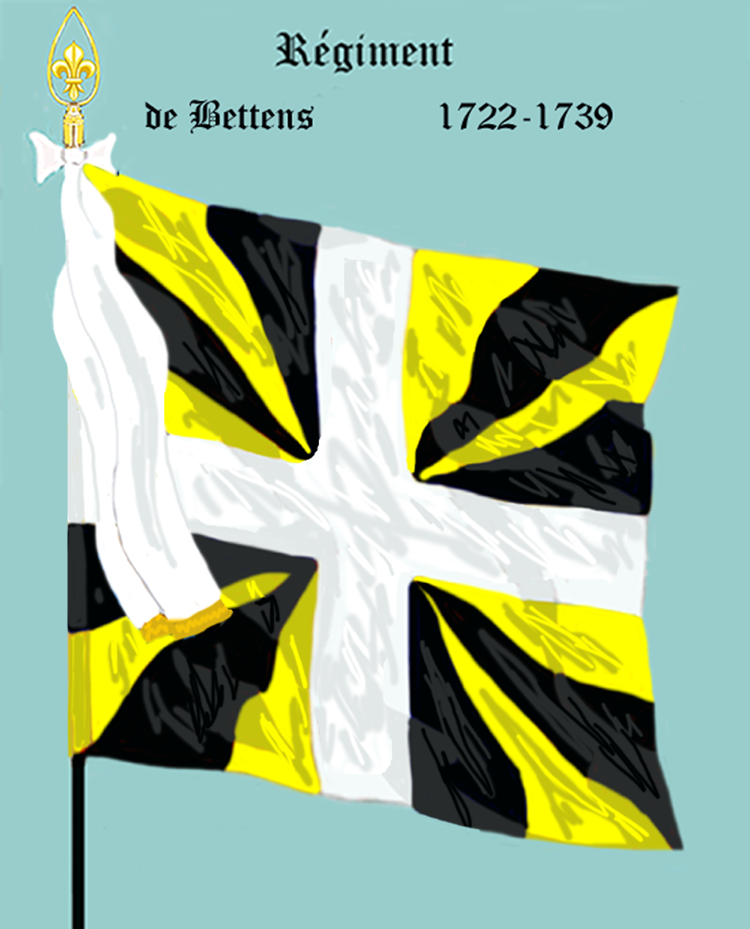
Régiment de Bettens 1722 bis 1739
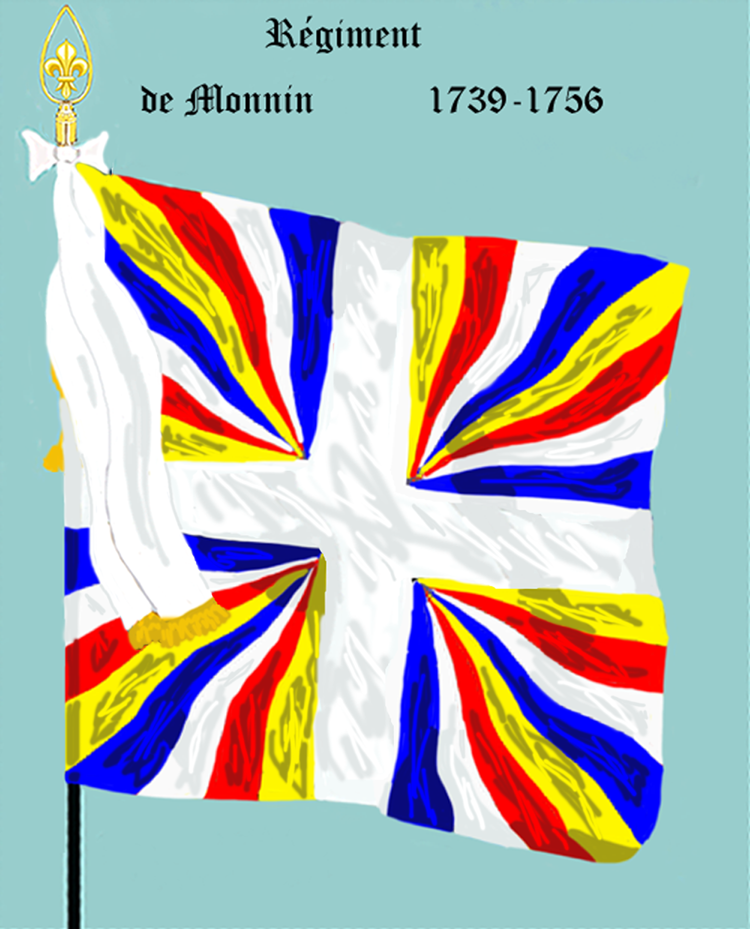
Régiment de Monnin 1739 bis 1756
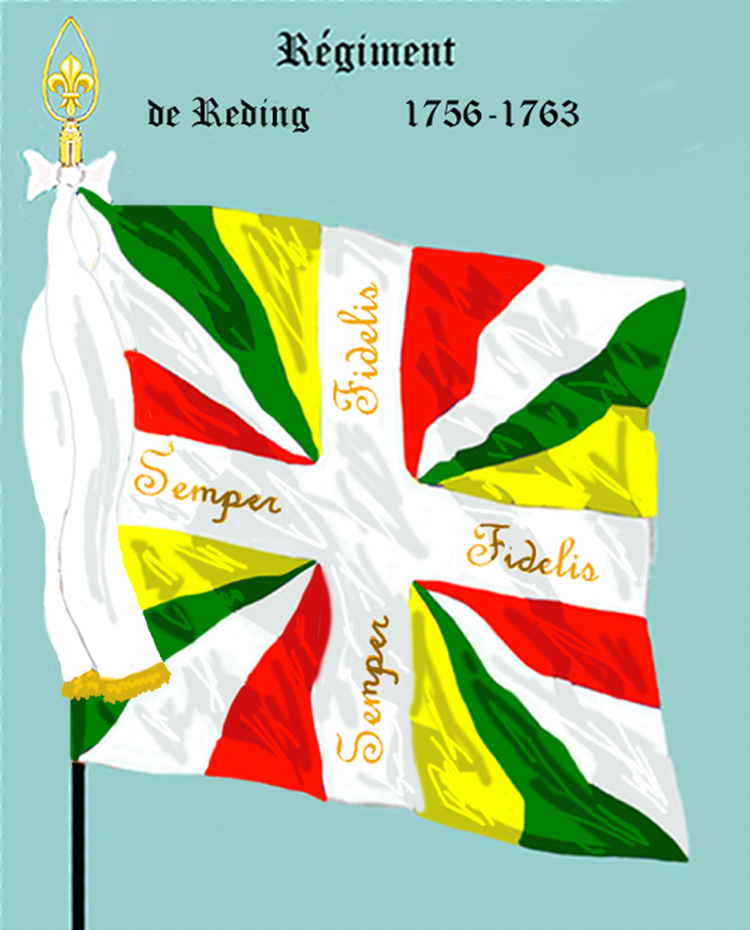
Régiment de Reding 1756 bis 1763
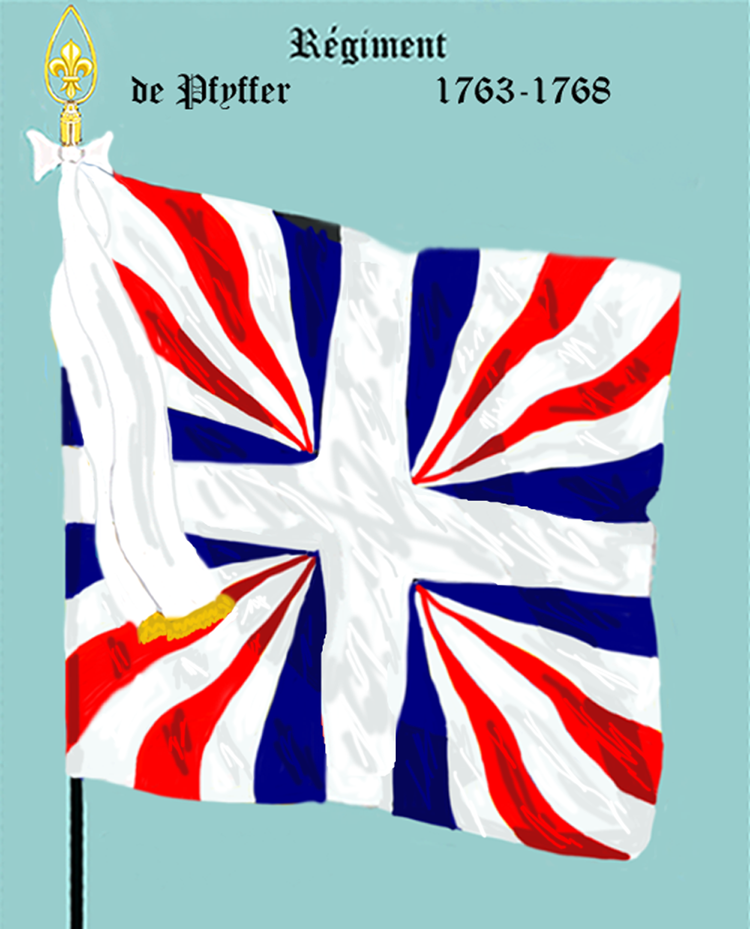
Régiment de Pfyffer 1763 bis 1768
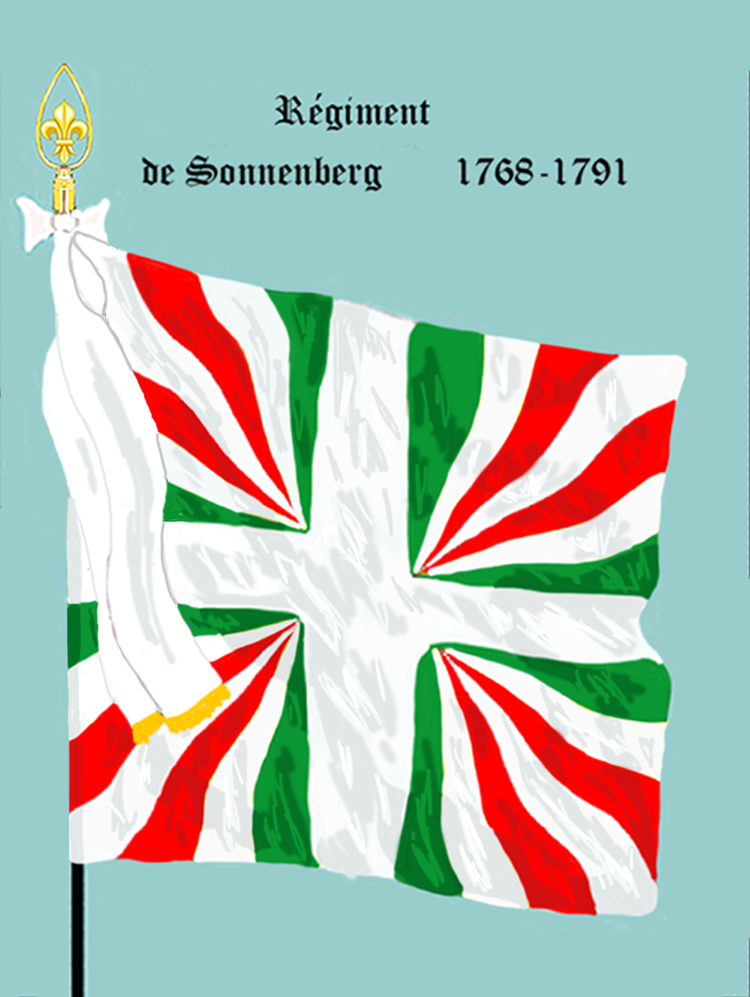
Régiment de Sonnenberg 1768 bis 1792

### Uniformierung

Grenadier des Régiment de Sonnenberg 1786

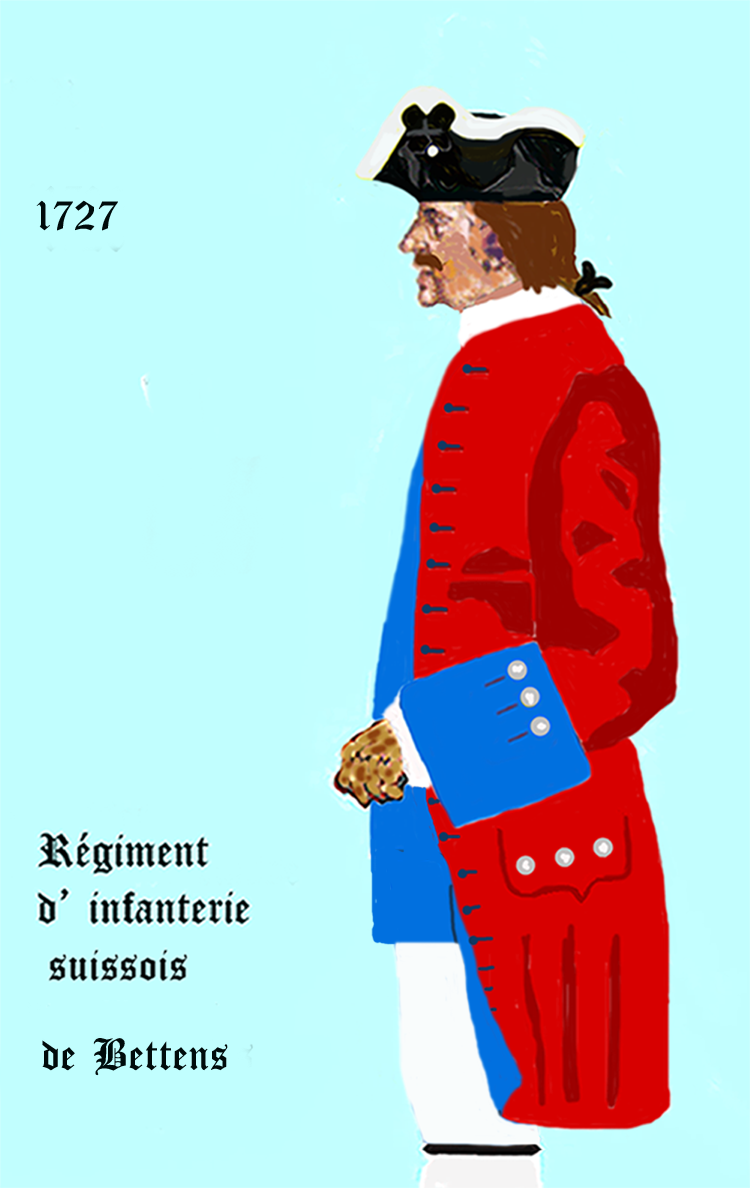
Régiment de Bettens 1727 bis 1734
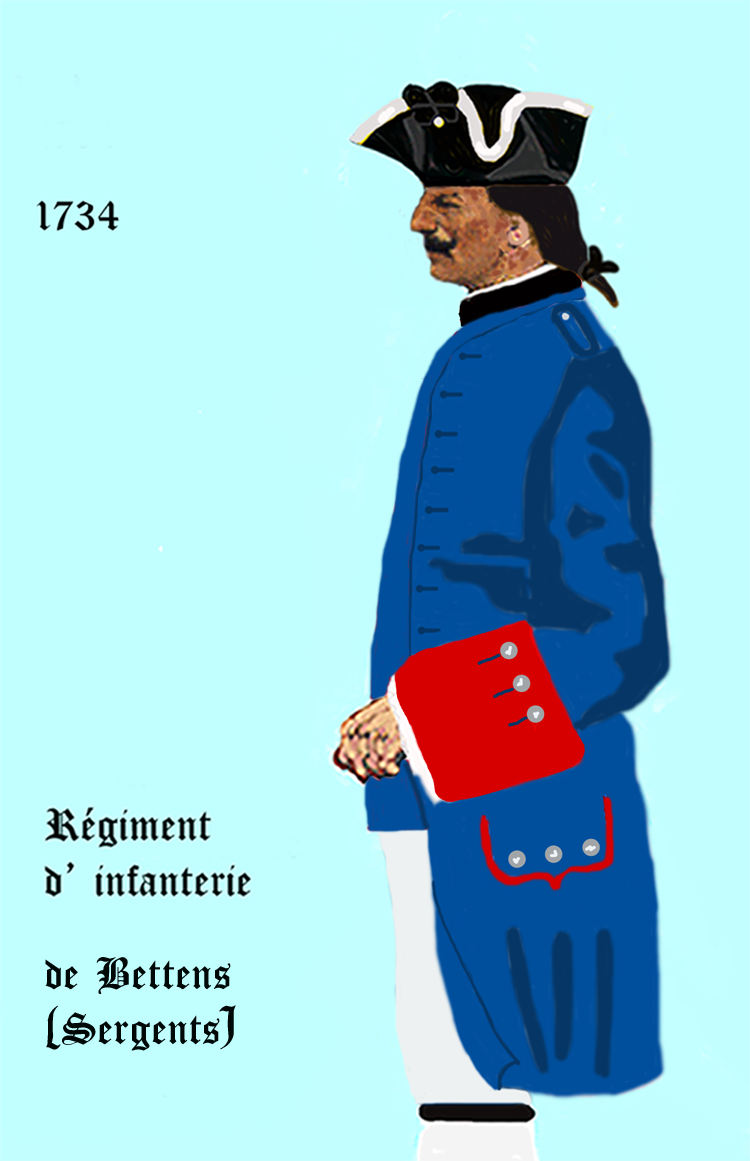
Régiment de Bettens 1729 bis 1734, (Sergent)
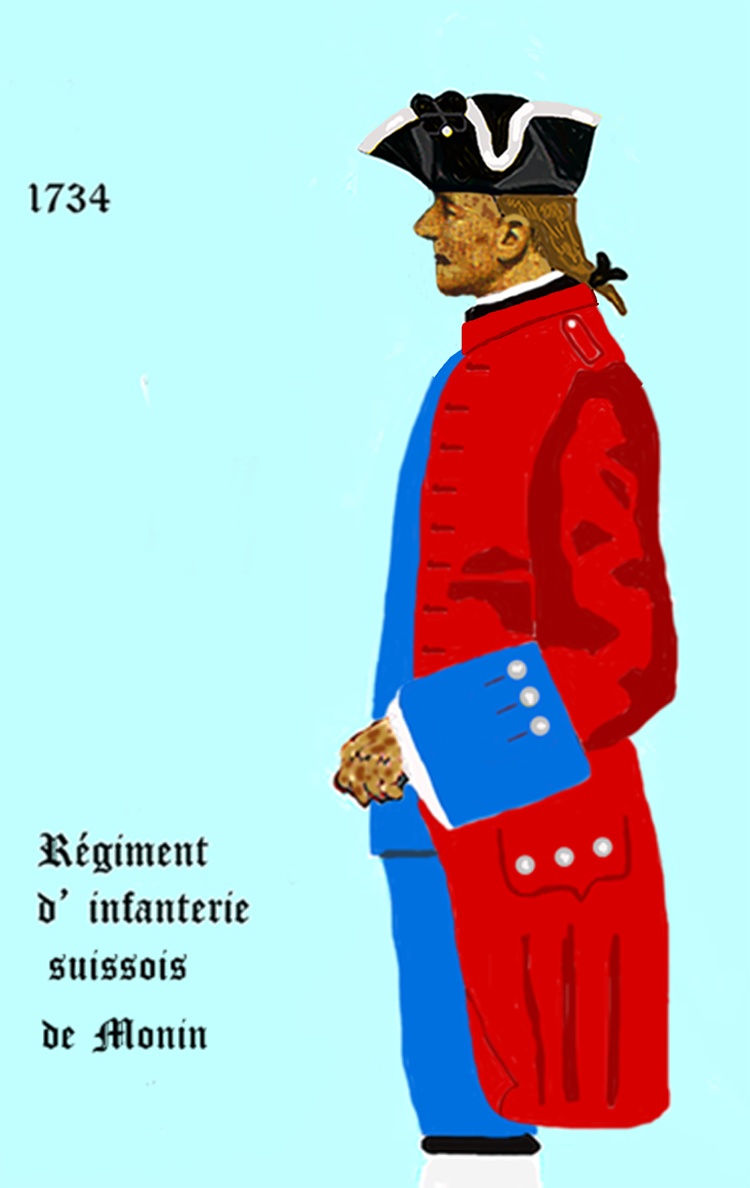
Régiment de Monnin 1734 bis 1740
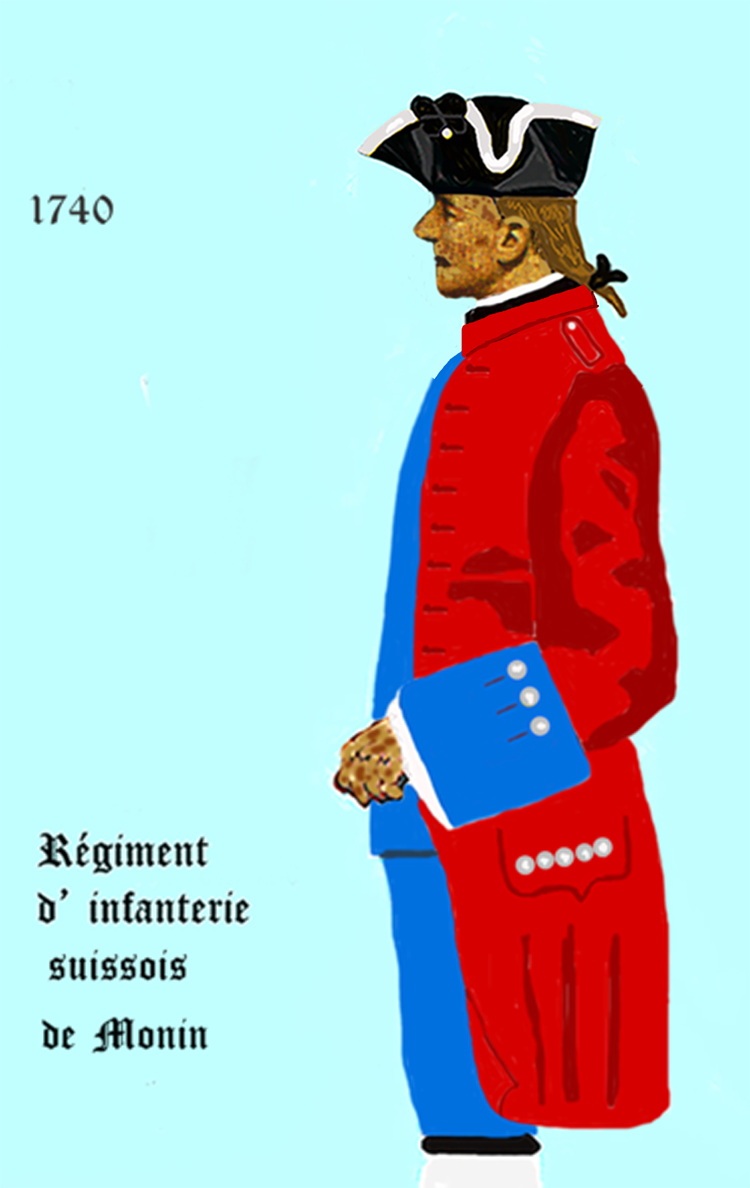
Régiment de Monnin 1740 bis 1756
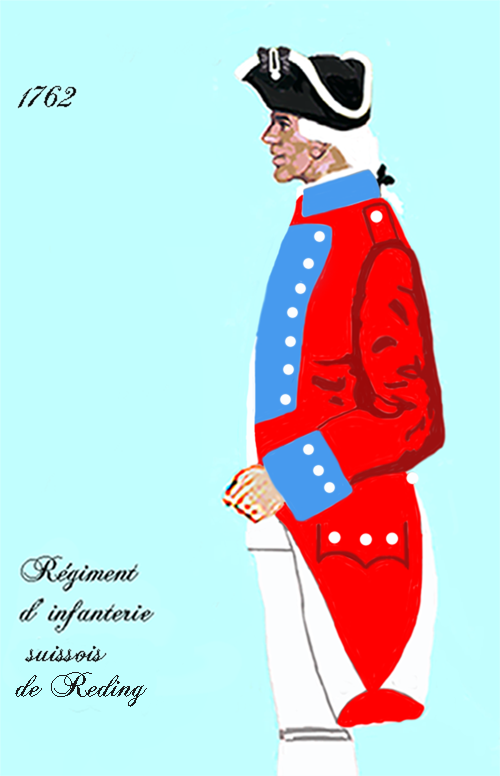
Régiment de Reding 1762 bis 1763
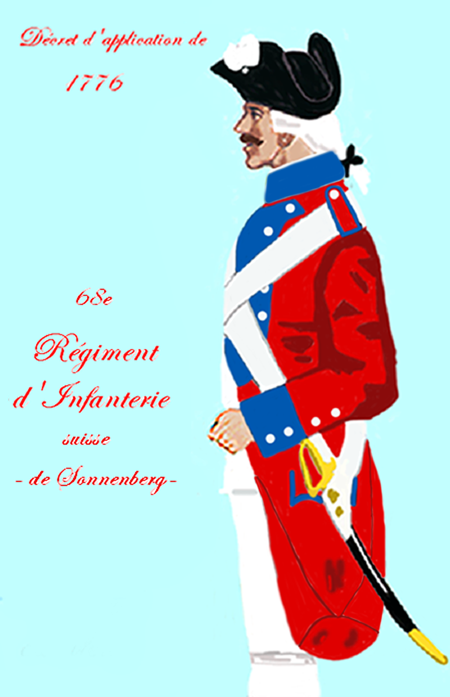
Régiment de Sonnenberg 1776 bis 1786
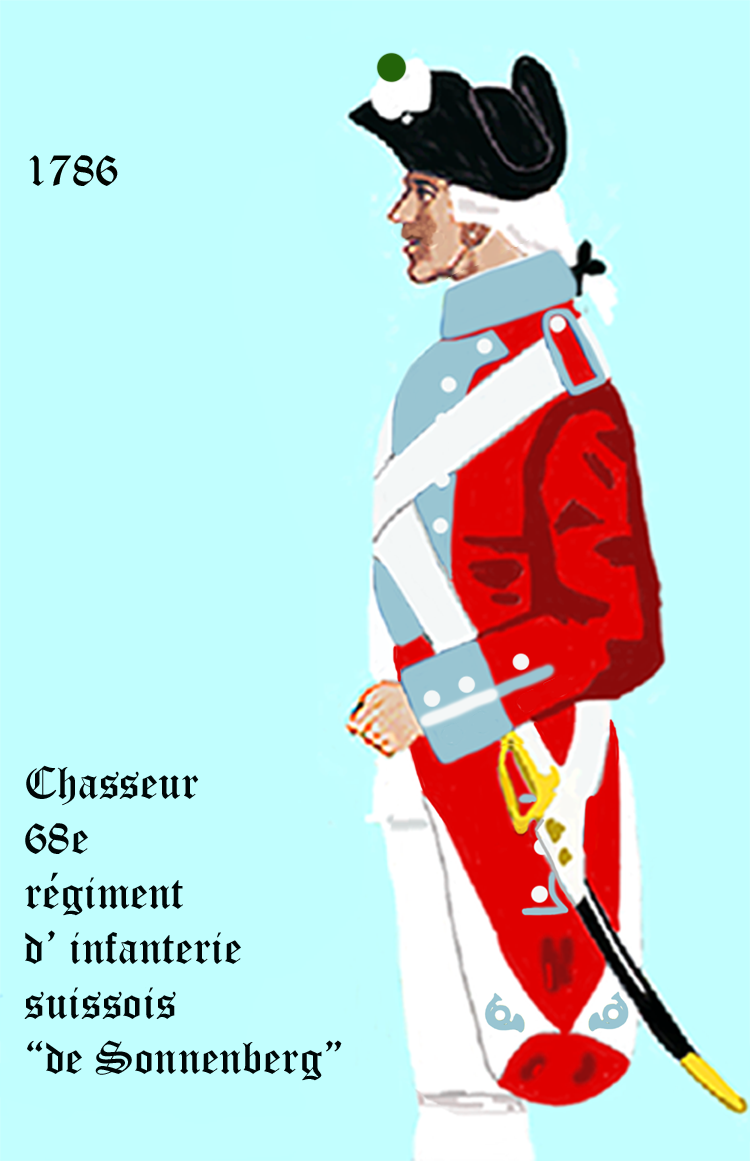
Jäger des Régiment de Sonnenberg 1786 bis 1791
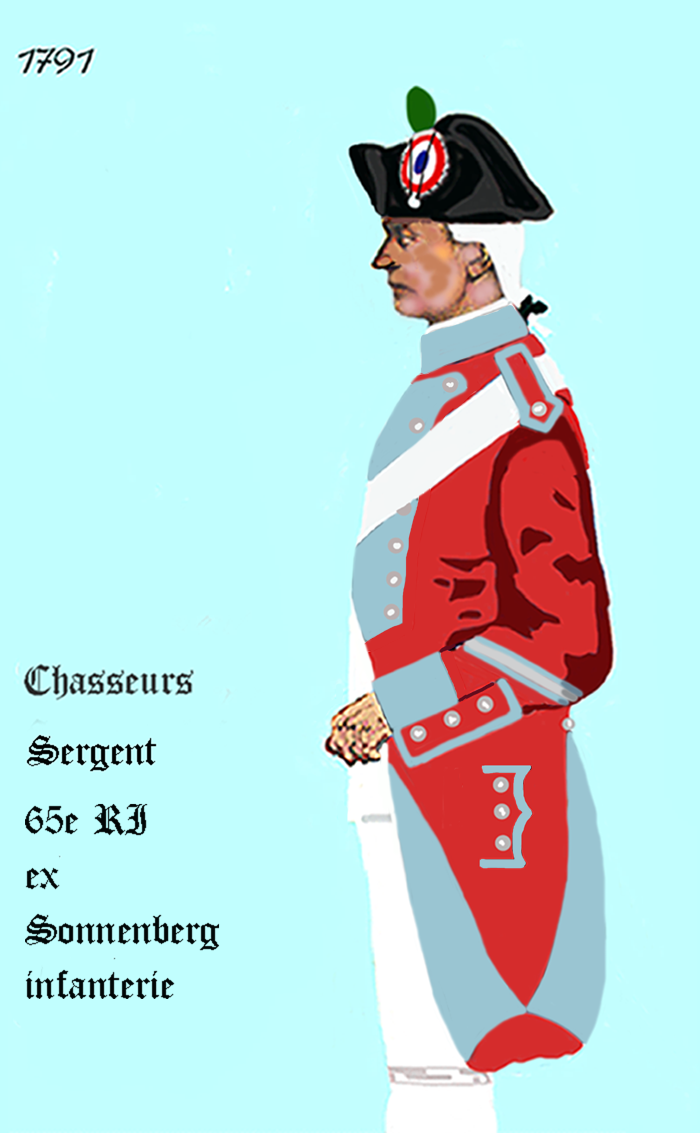
Sergent der Jäger des 65e Régiment d’infanterie de ligne 1791 bis 1792

## Mestres de camp/Colonels/Chefs de brigade
Mestre de camp war von 1569 bis 1661 und von 1730 bis 1780 die Rangbezeichnung für den Regimentsinhaber und/oder für den mit der Führung des Regiments beauftragten Offizier. Die Bezeichnung „Colonel“ wurde von 1721 bis 1730, von 1791 bis 1793 und ab 1803 geführt.
Nach 1791 gab es keine Regimentsinhaber mehr.
Sollte es sich bei dem Mestre de camp/Colonel um eine Person des Hochadels handeln, die an der Führung des Regiments kein Interesse hatte, so wurde das Kommando dem „Mestre de camp lieutenant“ (oder „Mestre de camp en second“) respektive dem Colonel-lieutenant oder Colonel en second überlassen.
- 17. Februar 1672: Mestre de camp Rodolphe de Salis Zizers (Graubünden)
- 1690: Mestre de camp Jean Porlier (Bern)
- 30. September 1692: Mestre de camp François de Reynold (Fribourg)
- 25. Juni 1702: Mestre de camp François Nicolas Albert de Castellas (Fribourg)[note 1],
- 4. August 1722: Colonel Georges Mannlich de Bettens
- 15. August 1739: Mestre de camp François Monnin
- 20. März 1756: Mestre de camp Antoine baron de Reding – Frauenfeld, (aus dem Kanton Schwyz)
- 1. Juli 1763: Mestre de camp François Louis Pfyffer de Wyher, (aus dem Kanton Luzern)
- 26. Dezember 1768: Mestre de camp Jacques Antoine de Sonnenberg, (aus dem Kanton Luzern)
- 1803–1811: Colonel Coutard.
- 1870: Colonel Sée.
- 1884: Colonel Albert Senault.
- 31. Dezember 1913 bis 8. September 1914: Colonel Paul Balagny[3]
- 1914 bis 1915: Colonel Xavier Desgrées du Lou (Gefallen während der Kämpfe bei Mesnil-lès-Hurlus)
- 1915 bis 1917: Colonel Félix de Vial.

## Einsatzgeschichte

### Holländischer Krieg (1672 bis 1678)
- 1673: Ein erster Einsatz erfolgte bei der Belagerung von Maastricht. Am 28. September wurde Garnison in Grave bezogen.
- 1674: In der Schlacht bei Seneffe verlor das Regiment den Capitaine Sury beim Angriff auf das Dorf Fay.
- 1676: Bei der Belagerung von Bouchain und Aire.
- 1677: Bei der Belagerung von Valenciennes. Bei der Belagerung von Cambrai begann es zusammen mit den Garden mit den Schanzarbeiten an den Belagerungsgräben.
- 1678: Bei der Belagerung von Gent und Ypern. Bei der Kapitulation von Ypern besetzte es die Stadt.

### Reunionskrieg (1683 bis 1684)
- 1684: Bei der Belagerung von Luxemburg gehörte das Regiment zur Deckungsarmee

### Pfälzischer Erbfolgekrieg (1688 bis 1697)
- 1689: Einsatz in der Schlacht bei Walcourt
- 1690: In der Schlacht bei Fleurus konnte sich die Einheit auszeichnen. Der Mestre de camp Salis und weitere acht Offiziere wurden verwundet. Salis erholte sich nicht mehr und starb an seinen Verletzungen. Er wurde durch den aus Bern stammenden Jean Porlier ersetzt. Umbenennung in „Régiment de Porlier“.
- 1691: Belagerung von Mons. Im April konnte sich das Regiment bei einem Angriff auszeichnen. Nach der Einnahme der Stadt blieb ein Bataillon als Garnison zurück. Die drei anderen Bataillone kämpften in der Schlacht bei Leuze. Winterquartiere wurden in Courtrai bezogen.
- 1692: Belagerung von Namur. Eine Grenadierkompanie konnte sich beim Angriff auf das Fort Guillaume auszeichnen.

Schlacht bei Steenkerke, das Regiment erschien als erstes zur Unterstützung des Régiment de Bourbonnais. Porlier sperrte mit seinen Männern eine Bresche, durch die der Feind hätte vordringen können, bis die Brigade mit dem Régiment des Gardes françaises und dem Régiment des Gardes suisses heran war. Der Einsatz des Regiments war ausschlaggebend für den Sieg. Allerdings war der Mestre de camp Porlier, weitere acht Offiziere und 93 Mann gefallen, 16 Offiziere und 276 Mann waren verwundet. Jetzt übernahm der Mestre de camp François de Reynold aus Fribourg das Regiment.
- 1692: Beschießung von Charleroi
- 1693: Belagerung von Huy

Schlacht bei Neerwinden, das Regiment kämpfte mit Auszeichnung und war am ersten Angriff um 9 Uhr auf das Dorf beteiligt. Der Capitaine de Vallier ist gefallen, Mestre de camp de Reynold wurde verwundet.
im September: Belagerung von Charleroi
- 1693 bis 1695: Feldzüge mit der “Armée de Flandre” (Flandernarmee)
- 1695 bis 1697: im Feldlager von Deynse

### Spanischer Erbfolgekrieg (1701 bis 1714)
Neuer Regimentsinhaber wurde der Mestre de camp de Castellas aus Fribourg.
- 1701: Einsatz im Grenzschutz
- 1702: Gefecht bei Nijmegen. Anschließend wurde es in Lüttich stationiert, wo das fast das ganze Regiment Mitte November vom Feind überrascht und als Gefangene nach Holland gebracht wurde.
- 1703: In der Schlacht bei Cambrai konnte sich die Einheit rehabilitieren. Sie marschierte dann nach Antwerpen, wo der König formal die Ehre des Regiments wiederherstellte.
- 1704: Belagerung von Huy und Lüttich. Dann vom Feldlager Tirlemont aus Verlegung an die Linien vor Namur, wo das Regiment das Jahr 1705 verblieb.
- 1706: Teilnahme an der Schlacht bei Ramillies, in der zwei Offiziere gefallen sind. Der Mestre de camp lieutenant de Bettens starb später an seinen Verwundungen.
- 1707: Den flandrischen Feldzug des Jahres verbrachte das Regiment im Feldlager von Gemblours und verlegte dann in die Provence, in die die Österreicher und Piemontesen eingefallen waren. Es wurde dann nach Toulon beordert, dessen Belagerung nach 10 Tagen abgebrochen wurde. Die Einheit verfolgte den sich zurückziehenden Feind bis nach Nizza und bezog dort Winterquartiere.
- 1708: Ein Teil des Regiments wurde in Briançon einquartiert, der Rest operierte in den Alpen und kämpfte gegen die Alliierten. „Castellas“ blieb an dieser Grenze bis 1712 und verteidigte die Pässe zwischen Grenoble und dem Var. Ende des Jahres lag das Regiment in Colmar, wo es den Befehl erhielt, nach Katalonien zu marschieren, wo Girona ernsthaft bedroht war und wo es im Januar 1713 daran beteiligt war, die Belagerung aufzubrechen. Es machte dann den Feldzug unter dem Comte de Fiennes mit und war bei der Bekämpfung von Guerillas eingesetzt.
- 1714: Die drei Bataillone standen bei der Belagerung von Barcelona, wo der Major[4] und fünf weitere Offiziere umkamen. Vier Offiziere wurden dort verwundet; der schwer kranke Mestre de camp-lieutenant Bettens wurde am Tag des Angriffs auf die Bresche getragen.
- 1715: “Castellas” kehrte in die Provence zurück und wurde auf 2 Bataillone reduziert.

### Krieg der Quadrupelallianz (1718 bis 1720)
Um sich gegen Spanien zu behaupten, marschierte ein französisches Heer unter dem Marschall Berwick im Frühjahr 1719 über die Pyrenäen ins Baskenland ein, musste sich jedoch im November wegen der schlechten Versorgungslage wieder zurückziehen. Ein weiterer Vorstoß nach Katalonien, sah das Regiment bei der Eroberung von Fuenterrabia, La Seu d’Urgell und San Sebastián, sowie bei der Belagerung von Roses, die wegen schlechten Wetters aufgegeben werden musste.

### Polnischer Thronfolgekrieg (1733 bis 1738)
Unter dem Namen „Régiment de Bettens“ war das Regiment 1725 bis zur Ankunft von Maria Leszczyńska in Straßburg stationiert. Es war auf der linken Rheinseite in drei Feldzügen des Krieges eingesetzt. Danach bezog es von 1736 bis 1737 Garnison in Marsal, dann in Straßburg und Neubreisach.

### Österreichischer Erbfolgekrieg (1740 bis 1748)
- 1743: In die Kurpfalz abkommandiert, stand es im Brigadeverband mit dem „Régiment des Gardes Suisses“ und schütze unter anderem die Rheinbrücke bei Worms. Dann wurde es in das vom Feind bedrohte Landau geschickt. Am 23. November gelang es zwei Kompanien Grenadiere und zwei Piquets, unterstützt von einer Abteilung des Régiment de Condé, das österreichische Nachschublager in Ettlingen zu überfallen.
- 1744: Das Regiment blieb bis zur Ankunft des Königs in Landau in Garnison und zog dann zur Belagerung von Freiburg im Breisgau.
- 1745: Verlegung nach Flandern und Teilnahme an der Belagerung von Oudenaarde
- 1746: Im Januar stand das Regiment bei der Belagerung von Brüssel, wo es die Vorstadt „de Flandre“ einnehmen konnte. Danach kämpfte es unter Armand de Bourbon, prince de Conti bei der Belagerung von Mons und kehrte dann zur Armee des Königs zurück, die Namur belagerte. Anschließend Verlegung in das Gebiet zwischen Sambre und Maas, es war bei der Einnahme von Fort Oranje beteiligt und kämpfte dann noch in der Schlacht bei Roucourt.
- 1747: Im Korps des Ulrich von Löwendal an der Eroberung der Festungen Sluis, Sas van Gent und des Fort Philippe beteiligt. Danach stieß es zur Armee des Königs und kämpfte mit Auszeichnung in der Schlacht bei Lauffeldt. Zusammen mit dem Régiment de Bettens griff es das Dorf Lauffeldt sechsmal an und verlor dabei mehr als die Hälfte der eingesetzten Kräfte. Der Lieutenant colonel Marquis wurde dabei tödlich verwundet. Am 29. August verließen zwei Bataillone das Feldlager in Tongern und marschierten zur Belagerung von Bergen op Zoom, wo der Capitaine Maillardoz gefallen ist. Nach der Einnahme der Festung marschierte das Regiment nach Calais, das von einer britischen Flotte bedroht wurde.

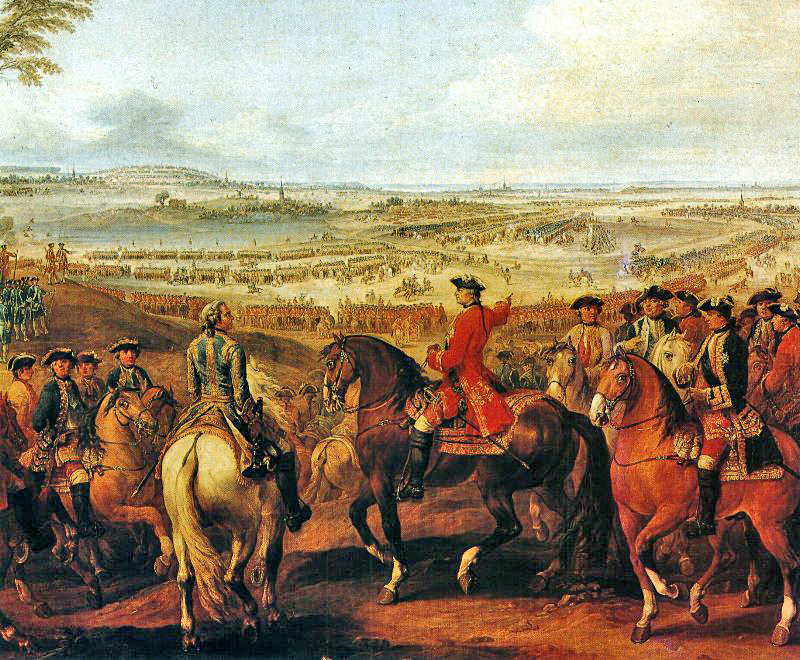
Moritz von Sachsen in der Schlacht bei Lauffeldt

- 1748: Das Jahr wurde an der Küste der Normandie verbracht, Stabsgarnison war Caen, wo die Verluste von Lauffeldt und Bergen op Zoom ersetzt wurden.
- 1753 bis 1754: Garnison im Feldlager in Marsal.

### Siebenjähriger Krieg (1757 bis 1763)
- 1757: Im März marschierte das nunmehrige „Régiment de Reding“ nach Lüttich und Stockheim, um zur Armee von Louis-Charles-César Le Tellier zu stoßen. Es kämpfte in der Schlacht bei Hastenbeck, war an der Einnahme von Minden und Hannover beteiligt und lag dann bis zum 7. Oktober im Feldlager bei Halberstadt in Ruhe. „Reding“ stieß dann zur Armee von Charles de Rohan, prince de Soubise und kämpfte in der Schlacht bei Roßbach.
- 1758: Unter dem Louis de Bourbon, comte de Clermont war das Regiment an dem Desaster der Schlacht bei Krefeld beteiligt. Danach zurück in Frankreich wurde die Festung Hüningen als Garnison bezogen und neue Rekruten ausgebildet.
- 1762: Unter dem Kommando von Mestre de camp Pfyffer wurde Colmar neue Garnison.
- 1763: Im Mai erfolgte die Verlegung nach Phalsbourg.

Friedenszeit
Im Zuge der turnusmäßigen Verlegung wurde „Pfyffer“ im August 1765 in Bitsch, im April 1766 in Tours, im August 1767 in Metz, und im Oktober 1768 in Saarlouis stationiert. Im folgenden Jahr erfolgte die Kommandierung in das Feldlager bei Verberie, im August 1769 nach dem Fort-Louis, im Januar 1771 nach Aire, im August 1772 nach Douai, im Oktober 1772 nach Condé, im August 1774 nach Douai, im Oktober 1776 nach Besançon, im Oktober 1778 nach Antibes und Monaco, im Dezember 1778 nach Toulon, im Juli 1779 nach Bastia und St. Florent. Am 28. April 1784 kam es nach Toulon zurück und wurde unverzüglich nach Montdauphin weitergeschickt. Im Oktober 1787 verlegte das Regiment nach Marseille, im April 1788 nach Besançon und im Juni des gleichen Jahres nach Grenoble.
Revolutionszeit
„Sonnenberg“ wurde, im September 1789 Lyon geschickt, wo die Anwesenheit der schweizerischen Soldaten
zu lebhaften Unruhen führte, ohne dass es dafür einen nachvollziehbaren Grund gegeben hätte. Es kam so weit, dass sich die Soldaten in die Kaserne zurückziehen mussten und sich schriftlich dazu verpflichteten diese nicht zu verlassen. Einige Tage später wurde grundlos alles geändert und es herrschte das beste Einvernehmen zwischen den Schweizern und der Bürgermiliz. Anscheinend hatten die Soldaten vom „Régiment de Sonnenberg“ im Februar 1790 der Nationalgarde angeboten, mit ihnen gemeinsam ein Pulvermagazin zu bewachen. Dies dauerte bis zum 26. Juli. An diesem Tag verursachte der Rücktritt des Kommandanten der Nationalgarde einen Aufstand in Lyon. Das Volk griff das Arsenal an und die Leiter der Stadtverwaltung baten das Regiment, die Ordnung wieder herzustellen. Die Bewahrer von Recht und Ordnung wurden jedoch in Frankreich zu dieser Zeit wie Feinde behandelt. „Sonnenberg“ macht eine schlechte Erfahrung. Dafür, dass es die Ruhe in der Stadt wieder herstellte, wurden die Soldaten von der Bevölkerung beschimpft und beleidigt.
Bald darauf brachen Unruhen in Avignon aus. Das 2. Bataillon verließ Lyon am 1. Juni 1791 nach Pierrelatte, wo Truppen versammelt wurden, um den Aufstand niederzuschlagen, der das Comtat Venaissin verwüsten. Es blieb eine Weile in Orange und verließ diese Stadt im September, um nach Metz zu marschieren. Hier traf es auf das 1. Bataillon, das zur gleichen Zeit aus Lyon ankam.
Die letzte Garnison von „Sonnenberg“ war Saarlouis, wo das Regiment im Mai 1792 zur Armee des Zentrums gehörte. Hier wurde es vier Monate später entlassen.

### Kriege der Revolution und des Kaiserreichs
- 1807: Gefecht bei Stralsund, Schlacht bei Allenstein und Schlacht bei Heilsberg
- 1809: Schlacht bei Regensburg, Schlacht bei Essling, Schlacht bei Wagram und Feldzug nach Walcheren

Spanischer Unabhängigkeitskrieg
- 1810: Schlacht bei Astorga, Schlacht bei Sobral und Schlacht bei Rio-Mayor
- 1811: Schlacht bei Fuentes de Oñoro
- 1812: Schlacht bei Salamanca
- 1813: Schlacht bei Castro, Schlacht bei Vitoria

Feldzug in Deutschland
- 1813: Schlacht bei Lützen, Schlacht bei Bautzen, Schlacht bei Dresden und Völkerschlacht bei Leipzig

Napoleonische Kriege auf der Iberischen Halbinsel und Feldzug in Frankreich
- 1814: Belagerung von Bayonne, Schlacht bei Orthez, Schlacht bei Toulouse (1814), Schlacht bei Paris

Feldzug in Belgien
- 1815: Gefecht bei Namur

### 1815 bis 1848
Nach der Julirevolution von 1830 wurde das Regiment per Dekret von König Louis-Philippe I. am 17. August 1830 in Courbevoie neu aufgestellt. Es bestand aus drei Bataillonen mit 87 Offizieren und 1763 Unteroffizieren und Mannschaften. Das Personal wurde einerseits von der königlichen Garde überstellt und bestand andererseits aus ehemaligen Barrikadenkämpfern. Es hatte keine Militärgeistlichen.
Belgische Revolution
- 1832: Belagerung von Antwerpen

Sardinischer Krieg
- 1859: Schlacht bei Magenta

### 1870 bis 1871
Am 1. August 1870 gehörte das „65e régiment d’infanterie de ligne“ zur Armée du Rhin (Rheinarmee).
Mit dem 54e régiment d’infanterie de ligne unter dem Kommando von Colonel Caillot, bildete es die 2. Brigade unter Général Berger.
Die 2. und die 1. Brigade von Général comte Pajol, zwei Batterien mit Geschützen Canon de 4 modèle 1858, einer Mitrailleuse, und einer Pionierkompanie bildeten die 3. Infanteriedivision, kommandiert von Général de division Latrille comte de Lorencez.
Die 3. Infanteriedivision war Teil des 4. Armeekorps unter Général de division de Ladmirault.
- 14. August 1870: Schlacht bei Colombey
- 16. August 1870: Schlacht bei Mars-la-Tour
- 18. August 1870: Schlacht bei Gravelotte
- 20. August bis 27. Oktober 1870: Eingeschlossen bei der Belagerung von Metz

Nach der Kapitulation von Metz ging das Regiment in deutsche Gefangenschaft.

### Erster Weltkrieg
Im August 1914 war das Regiment in Nantes stationiert. Das Personal kam in der Hauptsache aus der Bretagne und der Vendée. Es bestand aus drei Bataillonen und gehörte zur 41. Infanteriebrigade der 21. Infanteriedivision im 11. Armeekorps. Von November 1917 bis November 1918 gehörte das Regiment zur 134. Infanteriedivision.
- 1914:

Am 5. August erfolgte unter dem Jubel der Bevölkerung die Abfahrt aus Nantes.
22. August: Abwehrkämpfe in den Ardennen bei Maissin in Belgien. Danach Einsatz in den Grenzschlachten bei Sedan und Bouillon (Belgien).
6. bis 13. September: Kämpfe in der Marneschlacht bei Fère-Champenoise. Am 8. September wurde der Colonel Paul Balagny während eines deutschen Angriffs durch Granatsplitter verwundet.
Winter 1914/1915: Übergang in den Stellungskrieg
- 1915:

Januar bis Juni: Stellungskämpfe an der Somme bei La Boisselle, Beaumont-Hamel und Auchonvillier
Mai bis Juni: Lorettoschlacht
7. bis 11. Juni: Kämpfe bei Hébuterne
13. bis 21. August: Kämpfe an der Serre und der Ferme du Touvent.
22. August bis Ende Dezember: bei La Courtine
25. September bis 6. Oktober: Herbstschlacht in der Champagne
6. Oktober: Angriff auf die Ouvrage du Trapèze an der Butte du Mesnil
- 1916:

21. Februar bis 21. Mai: Stellungskämpfe in der Champagne bei Tahure und dem Namenlosen Berg
Juli bis August: Schlacht um Verdun, Kämpfe an der Froideterre, Fleury-devant-Douaumont, Ferme de Thiaumont, Bois de Vaux-Chapître, Fort de Souville.
September bis November: Angriffskämpfe in der Woëvre-Ebene
- 1917:

Dezember 1916 bis Februar 1917: Angriffskämpfe bei Verdun.
14. Januar bis 14. Februar: Kämpfe bei Bezonvaux, Louvemont, Cote du Poivre
29. und 30. März: Angriffskämpfe im Sektor St. Quentin – Cote 150, Aubes-Terres, Ravin de Vauxaillon.
29. April bis 9. Mai: Kämpfe am Chemin des Dames – Schlacht an der Aisne; Ravin de la Bovelle-ferme du Poteau d'Ailles
- 1918:

Januar bis September: Stellungskämpfe bei Reims, (Cavaliers de Courcy, le Linguet, Germigny (Marne), Ferme de Constantine)
9. September bis 28. Oktober: Angriffskämpfe an der Aisne bei Gernicourt, Roucy, Rouvroy (Aisne), Vouzier und Chertres.

### Zweiter Weltkrieg
Das 65e RI (Colonel De Rosmorduc), das 48e RI (Colonel Couturier) und das 137e RI (Colonel Menon) bildeten die 21. Infanteriedivision. Es handelte sich um eine aktive Division der „XIe région militaire“ (Nantes). Divisionskommandant war Général de brigade Pigeaud, ab 13. Oktober 1939 Général de brigade Lanquetot. Sie war dem 20. und dann dem 5. Armeekorps der 4. Armee in Lothringen zugeteilt. Am 13. November wurde die Division aus Ostfrankreich abgezogen und dem 1. Armeekorps der 7. Armee unterstellt. Das Divisionskommando lag zunächst in Dünkirchen und dann ab dem 21. November in Samer.
Die Einheit war während des Winters 1939/1940 im Kanton Desvres untergebracht. Am 22. Mai kam das Regiment, zusammen mit der 10. Panzerabwehrbatterie in Desreves an, wo es, noch während der Ankunft auf dem Bahnhof am frühen Morgen von deutschen Panzern angegriffen wurden. 200 Mann wurden noch im Transportzug gefangen genommen. Die 7. und die 8. Kompanie unternahmen einen Entlastungsangriff, der aber scheiterte. Im Zuge der französischen Niederlage ist das Regiment untergegangen und wurde nicht wieder aufgestellt.

## Ehrungen
Auf der Rückseite der Regimentsfahne sind (seit Napoleonischer Zeit) in goldenen Lettern die Feldzüge und Schlachten aufgeführt, an denen das Regiment ruhmvoll teilgenommen hat.

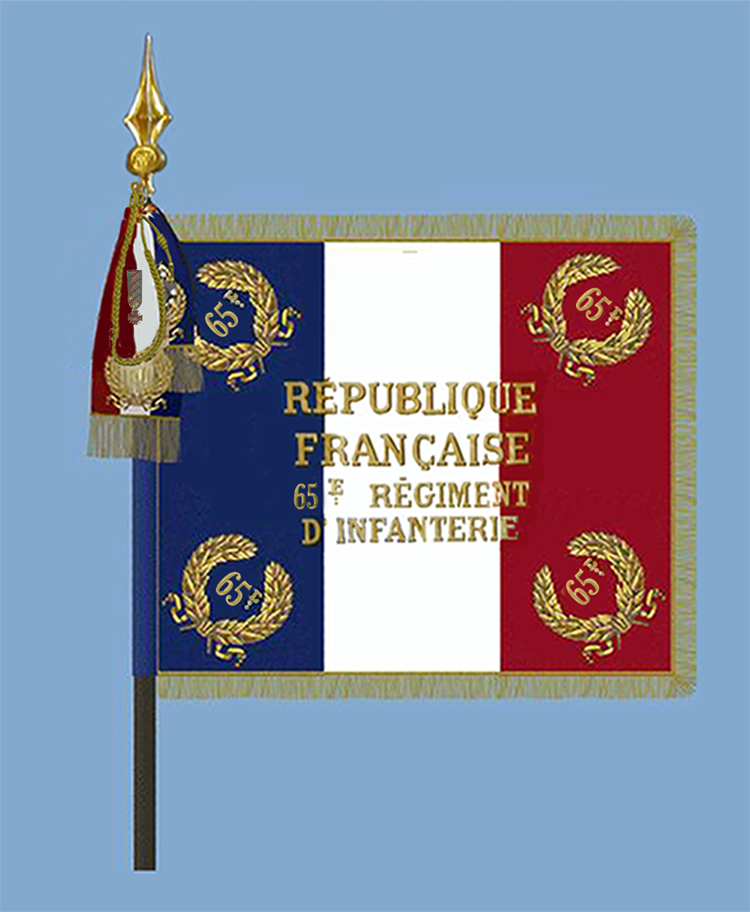
Fahne des Regiments mit Fourragère der Medaille militaire
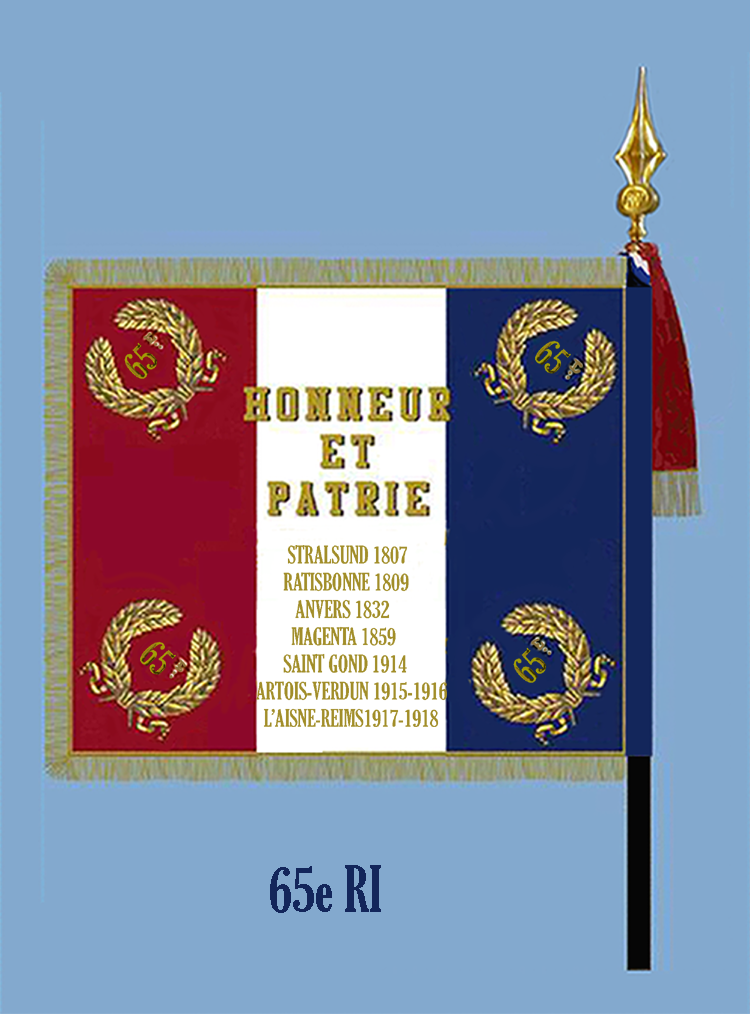
Rückseite mit den Ehrenvollen Erwähnungen
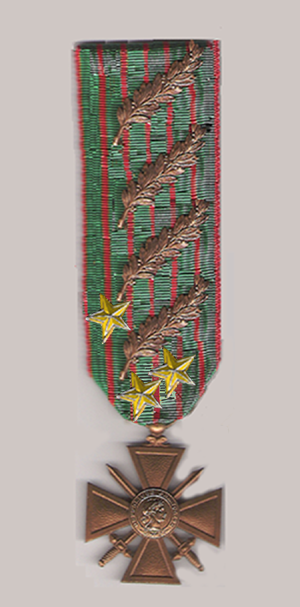
Croix de guerre mit vier Palmenzweigen und drei vergoldeten Sternen

Das Regiment ist mit dem Croix de guerre (1914–1918) (mit vier Palmenzweigen für die Belobigungen durch die Armee, sowie drei vergoldeten Sternen für die Belobigungen durch das Armeekorps) und der Fourragère der Medaille militaire dekoriert.
Die Angehörigen des Regiments (auch bei einer eventuellen Wiederaufstellung) haben das Recht, die Fourragère der Médaille militaire zu tragen.
In den Städten Desvres, Nantes und Vannes gibt es jeweils eine Straße mit dem Namen »Rue du 65erégiment d’infanterie«.